# Sete de Setembro FC
Sete de Setembro FC was een Braziliaanse sportclub uit Belo Horizonte, in de deelstaat Minas Gerais.

## Geschiedenis
De club werd opgericht op 7 september 1913 en werd naar die datum vernoemd. In 1916 speelde de club voor het eerst in de hoogste klasse van het staatskampioenschap, dat toen aan zijn tweede editie toe was. In 1920 werd de club vicekampioen. In totaal speelde de club 48 seizoenen in de hoogste klasse. Met enkele kleine onderbrekingen van 1916 tot 1961 en dan van 1969 tot 1971 en 1974 tot 1976. Door financiële problemen fuseerde de club in 1997 met América.

## Bekende ex-spelers
- Bigode